# Uí Fidgenti
Uí Fidgenti, Fidgeinti, Fidgheinte, Fidugeinte, Fidgente, o Fidgeinte (/iː ˈfiːjɛnti/ o /ˈfiːjɛntə/; "descendientes de, o de la tribu de, Fidgenti") fue un antiguo reino del norte de Munster en Irlanda, situado mayoritariamente en el moderno Condado de Limerick, pero extendiéndose a Clare y Tipperary, y posiblemente incluso Kerry y Cork, en su máxima extensión, que ha variado con el tiempo.  Floreció aproximadamente entre 377 (asunción del poder por Fidgheinte) hasta 977 (muerte de Donovan), a pesar de que continuaron existiendo durante para otros trescientos años. Se les han atribuido orígenes como proto-Eóganachta y Dáirine, según las diferentes tradiciones, pero sin llegar a alcanzar ningún acuerdo.

## Clanes
Las genealogías que derivan de Ui Fidgheinte incluyen a los O'Billry, O'Bruadair (Brouder), O'Cennfhaelaidh (Kenneally/Kenealy),  Clerkin, Collins (Cuilen), O'Connell, O'Dea, Donovan, Flannery, O'Heffernans, Kenealyes, Mac Eneiry, O'Kealy (Queally), O'Quin, y Tracy. Si un apellido está distinguido con un "O" es irrelevante, ya que todas las antiguas familias irlandesas contienen el prefijo "Ui"; el uso del "O" fue desalentado durante la era de las Leyes Penales, y volvió a utilizarse durante el auge del nacionalismo irlandés después de los años 1840.
Estrechamente relacionados con los Uí Fidgenti estaban los Uí Liatháin, que afirmaban descender el mismo antepasado del siglo IV, Dáire Cerbba (Maine Munchaín), y quienes en las fuentes más tempranas, como La Expulsión del Déisi , se mencionan junto a ellos.
Los Ui Fidghente descienden de Fiachu Fidhgeinte, el segundo hijo de Dáire Cerbba, que se cree se convirtió en la línea sénior de los Milesios a la muerte de Crimhthann en 379. El mismo Fiacha, sin embargo, nunca llegó a ser Rey de Munster, al ser asesinado por su rival, Aengus Tireach, bisnieto de Cormac Cas, en una batalla luchada en Clidhna, cerca de Glandore Harbor. Como se indica en el Libro de Lecan, Fiacha fue designado porque construyó un caballo de madera en la feria de Aenach Cholmain.
Finalmente, seiscientos años después del tiempo de Fiacha, los territorios del Ui Fidgheinte se dividieron en dos facciones principales o septs, los Uí Chairpre Áebda y Uí Chonaill Gabra. Estos últimos eran a menudo más poderosos. Por 1169, los Ui Chairpre se habían dividido en Ui Chairpre y el Uí Dhonnabháin, aunque comparando las genealogías de Rawlin y el Libro de Munster, las líneas divergieron con Cenn Faelad, cuatro generaciones antes de Donovan (muerto 974), reflejando que la alianza de la familia con los Daneses de Limerick y Waterford.
Descendientes modernos de Daire Cerbba incluyen a los O'Connell de Derrynane. También Michael Collins, descendiente de los Ó Coileáin de Uí Chonaill Gabra.

## Tamaño y extensión
Varias fuentes muestran que Uí Fidgenti era el más prominente de los reinos no Eóganacht del Munster medieval, una vez excluidos los Corcu Loígde y los Osraige.  Hacia 950, el territorio del Ui Fidgheinte estaba dividido principalmente entre los Ui Cairbre y los Ui Coilean. Los Ui Cairbre Aobhdha (del cual O'Donovan era jefe ), se extendían por la cuenca del Maigue en Coshmagh y Kenry (Caenraighe) y cubrían el deanato de Adare, llegando puntualmente a extenderse hasta Ardpartrick y Doneraile.  Las tribus de Ui Chonail Gabhra se extendían al oeste, a lo largo del Deel y Slieve Luachra, ahora las baronías del Alto y Bajo Connello.  Otras ramas dentro de los Ui Fidgheinte se asocian a ubicaciones en Limerick; una rama de los Fir Tamnaige dio su nombre a Mahoonagh, o Tawnagh.  Feenagh es el único rastro geográfico dejado por los Ui-Fidhgeinte.  Aunque los cambios en el nombre de Ui-Fidhgeinte hasta el moderno Feenagh parecen extraños,  son bastante naturales cuándo uno tiene en cuenta el cambio gradual del irlandés a la lengua inglesa con un método totalmente diferente de transcripción y pronunciación y la omisión del "Ui", inteligible par los ingleses.  Entre 1750 y 1900,  Fidgeinte había evolucionado a FOUGHANOUGH o FEOHONAGH, y finalmente FEENAGH—un nombre ahora limitado a una parroquia al sureste de Newcastle en Condado Limerick.

## Uí Fiachrach Aidhne
Los Anales señalan a los Uí Fidgenti en 645 (649) como aliados del rey de Connacht, Guaire Aidne mac Colmáin, en la Batalla de Carn Conaill. Su dinastía, los Uí Fiachrach Aidhne, controlaban gran parte del territorio al norte de Uí Fidgenti. Byrne argumenta los dos reinos rivalizaban en el control de pequeñas tribus, pero otras evidencias sugieren que eran aliados. En el Lament de Crede, hija de Guaire, del siglo VIII, los Ui Fidghente se mencionan como adversarios de su padre en la batalla de Aine en 667.

## Lugares y hallazgos

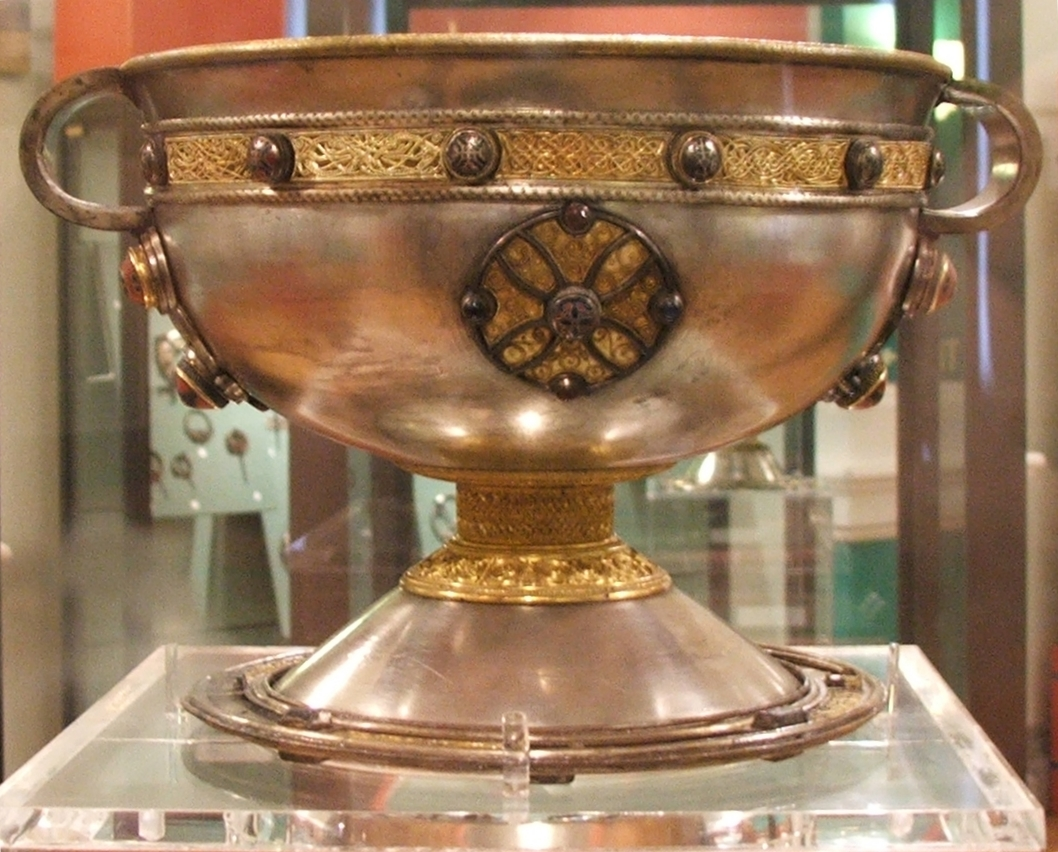
El Ardagh Cáliz

Dún Eochair (Maighe) fue la gran capital de Uí Fidgenti, descrita por Geoffrey Keating como una de los dos grandes sdes de los Dáirine y del legendario Cú Roí mac Dáire. Los restos de la ciudad pueden ser encontrados junto a Bruree, en el Río Maigue. El nombre significa "Fortaleza en el Borde del Maigue", y el nombre de la ciudad ha sido anglificado a partir de Brugh Riogh, significando "Palacio de Reyes". Otro nombre común para el sitio, aunque probablemente falso, es Lissoleem, del nombre de Ailill Aulom, un rey legendario del Deirgtine que aparece vinculado a ese sitio en la literatura.
Al sur de Brugh Riogh puede encontrarse Cnoc Samhna ("Cerro de Samhain"), también conocido como Ard na Ríoghraidhe ("Altura del Kingfolk"). Asociado con Mongfind, que puede haber sido el sitio de inauguración de los Uí Fidgenti.
El cáliz de Ardagh fue descubierto en territorio Uí Fidgenti, en Reerasta Rath en 1868.

## Relación con los Eóganachta
Se ha atribuido a los Uí Fidgenti una relación especial con los reyes Eóganachta Chaisil. Cinco generaciones antes de Fiacha, se considera que Oilioll Olum (muerto 234) dividió Munster en dos partes entre dos de sus hijos, y estableció que sus descendientes se alternarían en el gobierno de la provincia; este mandato fue respetado hasta la llegada de Brian Boru, que supuestamente amató a Donovan de los Ui Fidgheinte en 977.
Los Ui Fidgheinte no fueron súbditos de los reyes Eóganachta de Cashel, y no pagaron tributo. Un pasaje de La expulsión de los Déisi menciona a los Uí Fidgenti, incluyendo a los Uí Liatháin, entre los Tres Eóganachta de Munster, siendo los otros los Eóganacht Locha Léin y los Eóganacht Raithlind. El estatus de los tres hacía que el intercambio de rehenes fuera suficiente, en lugar de ser necesarios pagos, como los que hubieran correspondido a un oponente sometido.

## Desintegración
La desintegración de los Uí Fidgenti comenzó en 1178, cuándo Domnall Mor O'Brien puso en fuga a los Uí Chonaill y Uí Chairpri hasta Eóganacht Locha Léin y Kerry (AI). Los O'Collins, la familia más poderosa, seguiría a muchos de los O'Donovan algunas décadas más tarde, pero algunas ramas menores de los Ui Fidghente, notablemente los MacEnirys, permanecerían en Limerick como señores bajo los Condes de Desmond. Familias importantes que no sobrevivieron intactos a la guerra desencadenada por los O'Brien, y la aparición de los FitzGerald, fueron los Kenneally, Flannery, Tracey, Clerkin, y Ring. Estas familias se esparcieron por Munster.
El conflicto con los O'Brien tuvo su acontecimiento más infame más de dos siglos antes, cuándo Donnubán mac Cathail, progenitor de los O'Donovan, formó una alianza contra los Dál gCais  junto a su suegro Ivar de Limerick, el rey danés de Limerick, y Máel Muad mac Brain, Rey de Munster. El resultado fue la muerte del hermano mayor de Brian Boru, Mahon, Mathgamain mac Cennétig, por sus ataques frecuentes en Ui Fidghente.  Su muerte desencadenó la venganza de Brian Boru, que derrotó a los tres miembros de la alianza. En el siglo X, el territorio del Ui Fidghente lindaba con los de Mahon (en Cashel) y Brian Boru (en Thomond), y los conflictos territoriales eran frecuentes.
La conexión danesa de los Ui Fidghente fue también un factor considerable en la disminución de su poder. Los Ui Fidghenete eran aliados de los Ui Imhar cinco generaciones antes de la muerte de Donovan en 977, y los O'Donovan continuaron utilizando nombres de origen danés largo tiempo después de la muerte de Amlaíb (Olaf) Ua Donnubáinof en 1201. Habíendose aliado con el bando perdedor de las guerras hiberno nórdicas de finales del siglo X, los O'Donovan de Ui Chairbre vieron decaer su influencia frente a rivales más poderosos.
El núcleo de los Uí Chonaill Gabra, bajo los O'Collins, permanecieron como una potencia en Munster durante cierto tiempo. Los Anales de Inisfallen informan que en 1177 hubo "Una expedición por Domnall Ua Donnchada (Donnell O'Donoghue) y Cuilén Ua Cuiléin (Colin O'Collins) contra Machaire, y tomaron muchas vacas. La paz fue acordada entre el hijo de Mac Carthaig (MacCarthy) y los Uí Briain (O'Brien)". Esto sugiere el Uí Chonaill Gabra mandaba una de las fuerzas más grandes en Munster en este tiempo y que no sería hasta la continuada ofensiva de los Fitzgerald cuando tuvieron que retirarse a Cork en el siglo XIII. El mismo Cuiléin Ua Cuiléin y muchos del nobles de Uí Chonaill Gabra murieron en una batalla con Domnall Mac Carthaig en 1189,, un desafortunado acontecimiento qué contribuido a su resistencia débil contra los invasores Cambro-Normandos. Poco después, en 1201, Domnall Mac Carthaig trajo un ejército a Uí Chairpri, donde murió; un año más tarde, el último rey de Uí Chairpre mencionado en los anales Amlaíb Ua Donnubáin, murió a manos de William de Burgh y los hijos de Domnall Mór Ua Briain en el año 1201 (AI). Está claro que los jefes y territorios de lo que había sido Ui-Fidghente (i.e. el Uí Chonaill Gabra y el Uí Chairpri) estaban bajo presión después de 1178, indicando que aún conservaban su territorio histórico tras la invasión normanda de 1169, y fueron víctimas del fuego cruzado entre MacCarthaigs, O'Brians y los invasores ingleses. A finales del siglo XII, el territorio de los Ui Fidghente el territorio fue sometido a presión extrema por todos lados, cuando los MacCarthaigs, O'Brians y los extranjeros ingleses (Fitzgerald, Fitzmaurice, DeBurgo) miraba al sur y al oeste para expandirse sobre los restos de Ui Fidghente, Uí Chonaill Gabra y Ui Chairpre, que no disponían de aliados de importancia.

## Condado Clare
Debido a la conquista y ocupación posterior de Clare por los Dál gCais, los Uí Fidgenti son difíciles de identificar. Una rama poderosa de Uí Chonaill Gabra conocida como Uí Chormaic preservó su identidad, de quien descienden los O'Hehirs, pero se cree que otras familias fueron erróneamente clasificadas como los O'Deas y O'Quins de Uí Fearmaic y los MacNamara de Clann Cuilean.

## Corcu Loígde
La evidencia puede o no puede existir acerca de relaciones extensas entre Uí Fidgenti y Corcu Loígde. Esto parece ser una reliquia de la política de Munster anterior a losEóganachta, y puede apoyar la teoría de que algunos Uí Fidgenti procedieran de los Dáirine como primos de Corcu Loígde. Hay un número de familias históricas que pueden tener sus orígenes en uno o el otro, evidente en colecciones de pedigrís tan tempranos como aquellos encontrados en Rawlinson B 502, datando de 550 a 1130,  y tan tardíos como los recogidos por John O'Hart en el siglo XIX.
Una antigua familia O'Leary recibe un origen Uí Fidgenti (Uí Chonaill Gabra), pero se considera que, en general, proceden de Corcu Loígde.
Señalar que Michael Collins descendía de los Ó Coileáins de Uí Chonaill Gabra. Ambos, Ui Chonaill y Ui Donnobhans era tribus de Ui-Fidghente.